# فرودگاه آبی مانیکواگان/لاک لویز
فرودگاه آبی مانیکواگان/لاک لویز (به انگلیسی: Manicouagan/Lac Louise Water Aerodrome) یک فرودگاه همگانی است که یک باند فرود آب دارد. این فرودگاه در کشور کانادا قرار دارد و در ارتفاع ۳۹۶ متری از سطح دریا واقع شده است.